# Skala makiawelizmu
Skala makiawelizmu (ang. Machiavellian Scale; skala Macha) – skala wprowadzona do psychologii przez Richarda Christiego służąca badaniu osobowości. W trakcie testu badany proszony jest o odpowiedź na pytanie, czy zgadza się z podanymi stwierdzeniami makiawelizmu. Wiele zdań zawartych w teście to dosłowne cytaty zaczerpnięte z dzieł Niccola Machiavellego.